# Gršković-Apostolar
Das Gršković-Apostolar ist das Fragment einer Handschrift in kirchenslawischer Sprache in glagolitischer Schrift ungefähr aus dem 12. Jahrhundert. Es besteht aus vier Pergamentblättern eines Apostolars, des ältesten bekannten in kirchenslawischer Sprache. Die Handschrift entstand wahrscheinlich in Zahumlje im heutigen Bosnien. Die Schrift ist in runden Glagolizabuchstaben geschrieben.
Die Blätter wurden Ende des 19. Jahrhunderts im Nachlass des Kaplans Gršković in Vrbnik gefunden. Sie befinden sich heute im Archiv der Kroatischen Akademie der Wissenschaften und Künste in Zagreb.